# Metaphysical Society of America
La Metaphysical Society of America es una organización filosófica fundada por Paul Weiss en 1950 para promover el estudio de la metafísica.  La sociedad es un miembro de la American Council of Learned Societies. Los filósofos pueden unirse poniéndose en contacto con el Secretario de la Sociedad.

## Historia
En su discurso inaugural , "El Arte de cuatro veces de evitar preguntas ", Paul Weiss habló de la necesidad de una sociedad para revitalizar la investigación filosófica. Denunció el "provincianismo ", refiriéndose a los que insisten en "algún método, digamos que de pragmatismo , el instrumentalismo , el idealismo , el análisis, la lingüística o la logística, y niegan la importancia del significado de algo que está más allá de su alcance o el poder ", así como aquellos que limitan sus estudios para sólo algunos era histórica .
Al principio de la historia de la Sociedad, había cierta controversia sobre si ciertas escuelas de pensamiento deberían ser incluidas en el programa. En la segunda reunión hubo controversia con respecto a los papeles de los lógicos, una polémica, posiblemente alimentada por el predominio del positivismo en esa década. Antes de 1960, había habido algo de miedo de admitir la metafísica existencial. Sin embargo, como Paul Weiss comentó en 1969, la Sociedad había tenido éxito en el logro de la diversidad metafísica:

Poco a poco y de manera persistente, año tras año, los hombres de las más diversas procedencias y compromisos exhibieron las fortalezas y debilidades de sus doctrinas y métodos. Cada año, los hombres de todas partes de Estados Unidos se reunieron para participar en los estudios originales e históricos de las preguntas básicas sobre la naturaleza del conocimiento y de la realidad.